# Sabine Kleist, 7 Jahre…
Sabine Kleist, 7 Jahre… ist ein deutscher Kinderfilm von Helmut Dziuba aus dem Jahr 1982.

## Handlung
Bei einem Autounfall verliert das Mädchen Sabine Kleist seine  Eltern. Es kommt in ein Kinderheim, wo Erzieherin Edith seine wichtigste Bezugsperson wird. Als Edith aufgrund ihrer Schwangerschaft den Beruf aufgibt, reagiert Sabine verstört und trotzig und schlägt nach Ediths Bauch. Kurz nach Weggang von Edith reißt die Siebenjährige aus dem Heim aus.
Sabine irrt durch Berlin. Sie reitet auf Zirkuspferden durch die nächtliche Stadt und verbringt die erste Nacht beim Zirkus Aeros, mischt sich in eine Beerdigungsgesellschaft und besucht eine Entbindungsstation, immer auch in der Hoffnung, Edith zu finden. Bei ihr zu Hause war sie zwar auch, doch war Edith nicht da. Ein Jugendlicher der FDJ schenkt Sabine 50 Pfennig und sie kauft sich Kekse davon. Kurze Zeit später trifft sie den polnischen Jungen Stanislav, der seine Mutter im Gedränge verloren hat und weint. Sie muntert ihn, erfreut über den neuen Spielkameraden, auf, schenkt ihm ihre Kekse, planscht in einem Berliner Brunnen und besucht mit ihm eine Kirche. Später jedoch bringt sie ihn zur Polizei, wo sie prompt auch erkannt wird. Bevor man sie aufgreifen kann, ist Sabine schon wieder verschwunden. Es beginnt eine großangelegte Suche nach ihr.
Sie verbringt den Spätnachmittag in einem Neubaugebiet, wo sie dem betrunkenen Karl Schindler begegnet. Von den Jugendlichen wird er wegen seines torkelnden Gangs verspottet, doch Sabine hilft ihm. Er kommt gerade von einer Feier auf Arbeit, wo er in die Rente verabschiedet wurde, und ist dem Mädchen dankbar, dass es ihm bei der Suche nach seiner Hausnummer hilft. Da er erkennt, dass sie in Not ist, darf sie in seiner Wohnung übernachten. Am nächsten Morgen frühstücken beide und Sabine erzählt ihm, dass sie aus dem Heim ausgerissen ist. Sie bietet ihm an, bei ihm zu bleiben, doch will er sie nur hin und wieder im Heim besuchen. Das reicht ihr nicht. Als Karl mit dem Heim telefoniert und dort einen Hausmeisterposten annimmt, will er dem Mädchen die frohe Neuigkeit sofort erzählen, doch ist Sabine bereits erneut ausgerissen.
Inzwischen wird in der ganzen Stadt nach ihr gesucht. Auch die hochschwangere Edith macht sich Vorwürfe und ist mit ihrem Mann in der Stadt auf der Suche nach ihr. Sabine nimmt unterdessen an einer Schiffsfahrt für Kinder alleinstehender Mütter eines Betriebes teil und verbringt den Nachmittag ballspielend mit einer Familie am Strand. Immer muss sie jedoch erkennen, dass sie nicht dazugehört und dass alle sie nur teilhaben lassen, weil sie davon ausgehen, dass Sabine eine eigene Familie besitzt. Die nächste Nacht verbringt Sabine in einem leer stehenden Haus. Das wird am nächsten Tag vor ihren Augen abgerissen. Nun begibt sie sich zu einem Polizeiwagen und lässt sich freiwillig zum Heim zurückbringen. Die neue Erzieherin erwartet sie bereits und auch Edith ist da. Sie gibt vor, sie nur besuchen zu wollen. Sabine fasst nun vorsichtig an Ediths Bauch und geht wenig später hüpfend an der Seite der neuen Erzieherin ins Heim zurück.

## Produktion
Regisseur Helmut Dziuba hatte bereits vor Sabine Kleist, 7 Jahre… Kinderfilme gedreht. Gelten Rotschlipse (1978), Untertitel Eine Pioniergeschichte aus den zwanziger Jahren, Als Unku Edes Freundin war (1980, Handlungszeit ebenfalls die 1920er-Jahre) und Jan auf der Zille (1985, Handlungszeit 1934) als Dziubas „proletarische Trilogie“, inszenierte er mit Sabine Kleist, 7 Jahre… erstmals eine in der Gegenwart angesiedelte Geschichte im dokumentarischen Stil. Hauptdarstellerin Petra Lämmel hatte gerade die 1. Klasse beendet, als Dziuba sie für seinen Kinderfilm als Sabine Kleist besetzte.
Die Premiere des Films fand am 2. September 1982 im Berliner Kino International statt. In der BRD lief der Film erstmals im Februar 1983 auf dem KinderFilmFest der Internationalen Filmfestspiele Berlin.
Im Fernsehen der DDR lief der Film zum ersten Mal am 24. Dezember 1983 auf DFF 1. Für die Ausstrahlung um 20 Uhr musste dabei die wenige Sekunden lange Anfangssequenz aus Schwarzweißfotos, die den Unfall der Eltern und die Aufnahme Sabine Kleists in das Kinderheim zeigen, aus „Rücksicht auf die besondere psychologische Situation der Zuschauer und im Interesse der Publikumswirksamkeit“ geschnitten werden.

## Kritik
Die zeitgenössische Kritik schrieb, dass die Botschaft des Films – „geht behutsam und aufmerksam miteinander um“ – „und die Erzählweise, mittels der sie weitergegeben wird, sehr zwingend sind: leis und mit Achtung vor jedem ehrlichen Menschen, mit vielen wiederzuerkennenden Details, Reaktionen, Farben.“ Die Handlung sei sicher und einfühlsam aufgebaut und Buch und Regie bilden eine „plausible, anrührende Einheit“. Sabine Kleist, 7 Jahre… sei „ein ganz zarter Film. Trotz seiner eigentlich konventionellen Episodenlinie fegt er gebräuchliche Konventionen weg, da fehlen die rasch erkennbaren Charakterschubladen, die keifenden Bösewichte oder die gutherzigen Dickbäuche.“
Andere Rezensenten kritisierten, dass im Film „alles ein bißchen zu lieb und ohne Widerhaken“ sei. Zwar sei Regisseur Dziuba mit dem Film „zweifelsohne der Wurf seines bisherigen Schaffens“ gelungen, dennoch weise der Film einige Ungereimtheiten auf, so erkundige sich zum Beispiel keiner der Erwachsenen nach der Herkunft des Kindes. „Das mindert die Glaubwürdigkeit zum Glück nur wenig“, so der Kritiker abschließend.
Für das Lexikon des internationalen Films war Sabine Kleist, 7 Jahre… „ein unsentimentaler und sensibler Kinderspielfilm, der seine überdenkenswerte Botschaft in einer leicht verständlichen Form vermittelt.“

## Auszeichnungen
Auf dem 3. Nationalen Festival für Kinderfilme der DDR in Kino und Fernsehen Gera wurde der Film 1983 mit dem Goldenen Spatz in der Kategorie Spielfilm (Fachjury) ausgezeichnet. Auf der Berlinale erhielt der Film 1983 den Preis des CIFEJ (Centre International du Film pour l’Enfance et la Jeunesse).
Hauptdarstellerin Petra Lämmel wurde auf dem Internationalen Filmfestival Moskau 1983 mit dem Preis der Jury für Kinderfilme geehrt; zudem erhielt der Film den Preis der Pionierorganisation der UdSSR. Auf dem Filmfestival Alençon erhielt Sabine Kleist, 7 Jahre… 1987 den zweiten Preis.
Der Film erhielt das staatliche Prädikat „wertvoll“.